# Bajram Ghalesi
Bajram Ghalesi – wieś w Iranie, w ostanie Azerbejdżan Zachodni, w szahrestanie Szahin Deż. W 2006 roku liczyła 37 mieszkańców.